# José Ignacio Echániz
José Ignacio Echániz Salgado (Valladolid, 14 de septiembre de 1963) es un médico y político español.

## Biografía
Aunque vallisoletano de nacimiento, reside en Guadalajara desde niño. Está casado y tiene dos hijos. Se licenció en Medicina en la Universidad de Alcalá, realizó un máster en Economía y Dirección de Empresas (MBA) y cursó estudios de postgrado en Estados Unidos y Holanda, especializándose en Economía de la Salud. Ha sido consultor y asesor de Andersen Consulting y profesor colaborador de diferentes universidades y másteres.
Comenzó en política militando en Nuevas Generaciones del PP, en donde llegó a ser presidente provincial en Guadalajara y miembro de las direcciones regional y nacional. Fue concejal en el Ayuntamiento de Guadalajara entre 1987 y 1991. Posteriormente, fue consejero de Sanidad en la Comunidad de Madrid (1991-1996), diputado en las Cortes de Castilla-La Mancha (1993-1996) y asesor del Grupo Parlamentario Popular en el Congreso y en el Senado (V Legislatura).
Entre 1996 y 1999 fue diputado por Madrid en el Congreso, renunciando en julio de ese año al escaño al pasar a formar parte del gobierno de la Comunidad de Madrid presidido por Alberto Ruiz-Gallardón, en el que ocupó la Consejería de Sanidad. Se mantuvo en este cargo hasta 2003. Durante su gestión la Comunidad de Madrid asumió las competencias en materia sanitaria.
En 2003 concurrió en las listas del Partido Popular a la Asamblea de Madrid, resultando elegido diputado.
En las elecciones generales de 2004 concurrió como número dos de la candidatura del PP al Congreso de los Diputados por Guadalajara, tras Luis de Grandes. Tras la celebración de las mismas obtuvo escaño y fue elegido como portavoz popular en la Comisión del Pacto de Toledo.
En las elecciones generales de 2008 volvió a concurrir en la candidatura al Congreso como diputado por Guadalajara, aunque esta vez fue como cabeza de lista. Tras las mismas, fue designado portavoz del grupo popular en la comisión de Trabajo y Empleo.
Durante estos años ha formado parte del comité ejecutivo nacional del Partido Popular, de las direcciones regionales en Castilla-La Mancha y Madrid, y de la dirección provincial en Guadalajara.
Tras vencer por mayoría absoluta el Partido Popular en las elecciones de mayo de 2011 en Castilla-La Mancha, María Dolores de Cospedal como presidenta lo nombra consejero de Sanidad y Asuntos Sociales de la Junta de Comunidades de Castilla-La Mancha.
En diciembre de 2023 fue condecorado con la Gran Cruz del Mérito Militar por su desempeño como presidente de la Comisión de Defensa del Congreso de los Diputados en la XIV legislatura.